# NGC 2819
NGC 2819 is een elliptisch sterrenstelsel in het sterrenbeeld Kreeft. Het hemelobject werd op 21 december 1863 ontdekt door de Duitse astronoom Albert Marth.

## Synoniemen
- UGC 4924
- MCG 3-24-40
- ZWG 91.62
- PGC 26274